# Христина Добровић
Христина Добровић (Дарувар, 1851 — Дарувар, 1910) била је велика добротворка.
Заједно са Паулином Матијевић основала је Добротворну задругу „Српкиња“.
Христина је била супруга трговца Исидора Добровића. Заједно с њим током живота приложила је Српско привредно друштво „Привредник“ преко 30.000 круна. Била је чланица Патроната Привредникових добротвора.